# 무풍면
무풍면(Mupung-myeon, 茂豊面)은 대한민국의 면 단위 행정구역 중 하나이다. 전북특별자치도 무주군에 속해있다.

## 지리

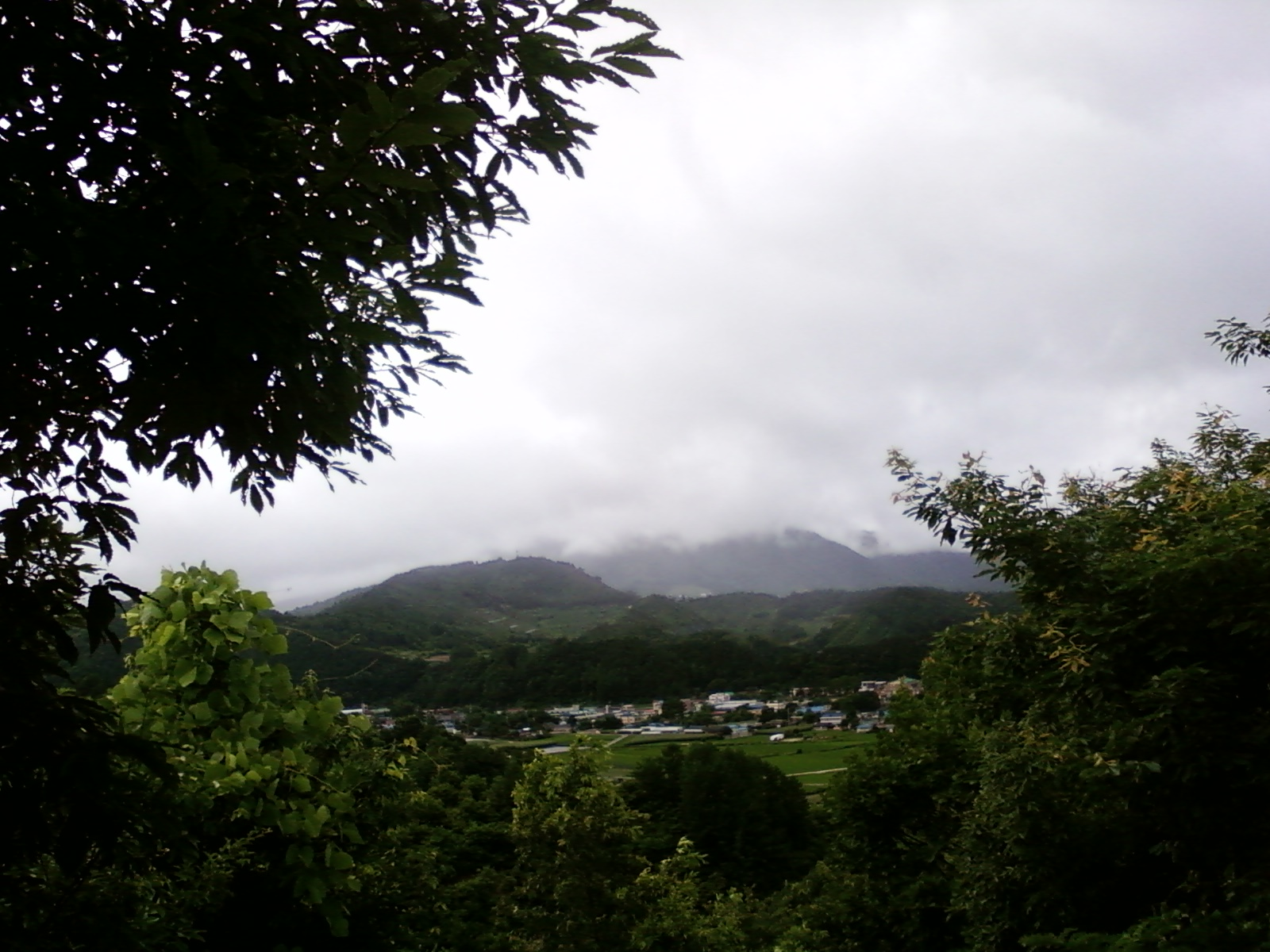
무풍면의 모습

동쪽으로는 경상북도 김천시, 남동쪽으로는 경상남도 거창군, 북서쪽으로는 전북특별자치도 설천면과 접한다. 대덕산 자락에 있며, 화강암이 침식·풍화된 해발고도 400∼900m의 분지이고 그 주위는 해발고도 700∼1,000m의 산지이다. 무풍면의 면적은 91,226,349m²(91.23km2)로 무주군의 약 14.9%를 차지한다. 무풍면은 소백산맥 줄기의 산악지대 고랭지(해발400～700m)로서 고랭지 특성을 살린 고랭지채소, 찰옥수수, 사과, 호두, 양파, 고추 등이 주로 재배되며 금강의 발원지이다.

## 인구
2008년 조사 기준으로 세대는 1,070세대이며, 이 중 831세대가 농업에 종사한다. 전체 인구는 2,411명이며 남자는 1,209명, 여자는 1,202명이다.

## 교통
현내리에서 무주 방면, 김천 방면, 거창 방면으로 통하는 도로가 분기된다.

## 농업
무풍면 주민 대부분이 농업에 종사하고 있으며, 주곡농업 외에 고랭지채소·잎담배 등이 생산된다.

## 상업
대덕산 장터에 매달 3일부터 5일 간격으로 5일장이 열린다.

## 문화
- 무풍면은 과거 삼국시대에는 신라에 속했고, 지리적으로 경상북도 김천시와 접하고 있어 언어 및 풍속이 영남권(경상도)에 가깝다.

## 문화재
- 문효공과 전경부인 영정 (전라북도 유형문화재 제81호)
- 백산서원(栢山書院, Baeksanseowon) (전라북도 문화재자료 제160호)
- 분양서원(汾陽書院, Bunyangseowon) (전라북도 문화재자료 제160호)
- 죽림서원
- 육영재사우(育英齋祠宇)
- 무주 전투지(戰鬪地)
- 천연기념물 제322호 반딧불 서식지

## 교육기관
- 무풍초등학교
- 무풍중학교
- 무풍고등학교

## 하위 행정구역
- 금평리
- 덕지리
- 삼거리
- 은산리
- 증산리
- 지성리
- 철목리
- 현내리

## 사진

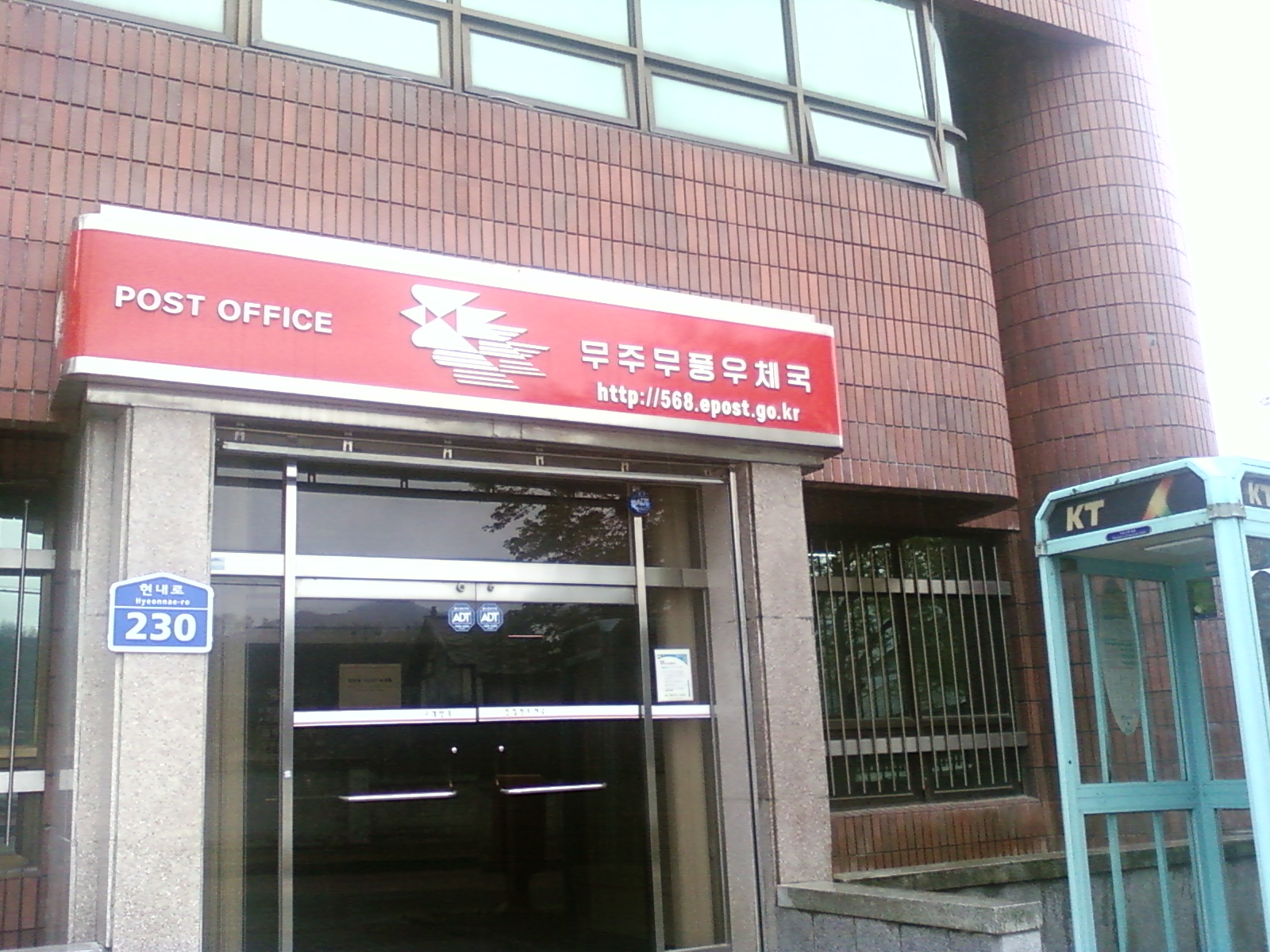
무주무풍우체국

## 같이 보기
- 무주군